# Ismail Qemali

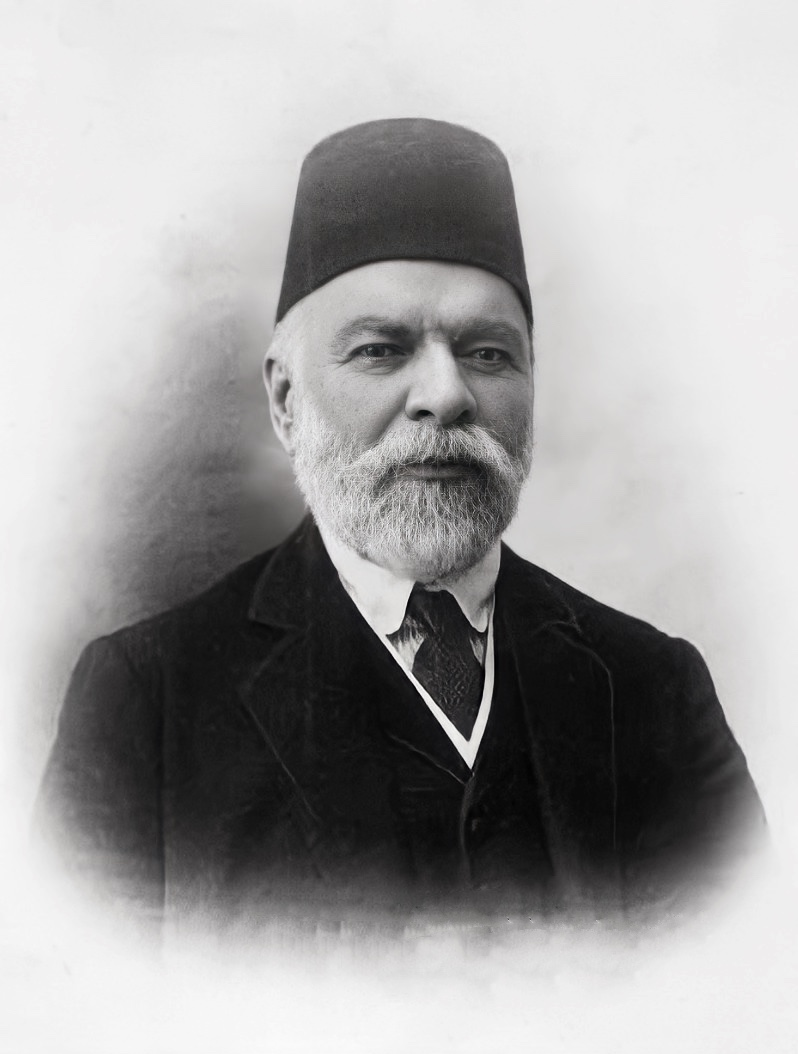
Ismail Qemali

Ismail Qemali [ismaˈil tɕɛmaːli]  (bürgerlicher Name Ismail Qemali Bej Vlora; * 16. Januar 1844 in Vlora, Osmanisches Reich; † 24. Januar 1919 in Perugia, Königreich Italien) war ein albanischer Politiker und Publizist. Er gilt als die wichtigste Figur der politischen Unabhängigkeit Albaniens. Er rief am 28. November 1912 in Vlora beim albanischen Nationalkongress die Unabhängigkeit Albaniens aus und wurde dessen erster Ministerpräsident.

## Leben
Ismail Qemali stammte aus einer wohlhabenden Familie, die zur muslimischen Oberschicht im Süden Albaniens gehörte; sein Cousin Mehmed Ferid Pascha war Großwesir des Osmanischen Reiches. Seine Eltern waren Mahmud Bej Vlora und Hedije Libohova.
Qemali besuchte einige Jahre das griechische Gymnasium „Zosimea“ in Janina, bevor seine Familie 1859 nach Istanbul übersiedelte. Dort trat er im Alter von 19 Jahren in den öffentlichen Dienst des Osmanischen Reiches ein; er bekleidete dort bis 1900 verschiedene Positionen. Die meiste Zeit war er dabei in Istanbul tätig. Dort beteiligte er sich auch an kulturellen und politischen Aktivitäten albanischer Patrioten unter Leitung der Gebrüder Abdyl, Naim und Sami Frashëri. Als die osmanische Regierung an der Wende vom 19. zum 20. Jahrhundert die Autonomiebestrebungen der Minderheiten scharf zu verfolgen begann, geriet auch Qemali ins Visier der Polizei. Er ging deshalb für einige Jahre ins Exil nach Westeuropa, wo er durch Vorträge und Zeitungsartikel auf die Lage der Albaner aufmerksam machte, jedoch mit wenig Erfolg.
Im Zuge der jungtürkischen Revolution kehrte er zurück und wurde 1908 als Abgeordneter für Berat ins osmanische Parlament gewählt. Dort setzte er sich für die Dezentralisierung der Verwaltung und einen autonomen Bezirk für die Albaner innerhalb des Reiches ein. Als sich das jungtürkische Regime nach 1909 in ein Militärregime mit türkisch-nationalistischen Zügen wandelte, schloss sich Qemali der albanischen Unabhängigkeitsbewegung an, die 1910/11 in einen offenen bewaffneten Aufstand gegen die osmanische Herrschaft überging. Bei Ausbruch des Ersten Balkankriegs reiste Qemali über Bukarest nach Österreich-Ungarn. In Budapest erhielt er von Außenminister Leopold Graf Berchthold die Zusage, dass die Donaumonarchie die Errichtung eines unabhängigen albanischen Staates unterstützen würde.

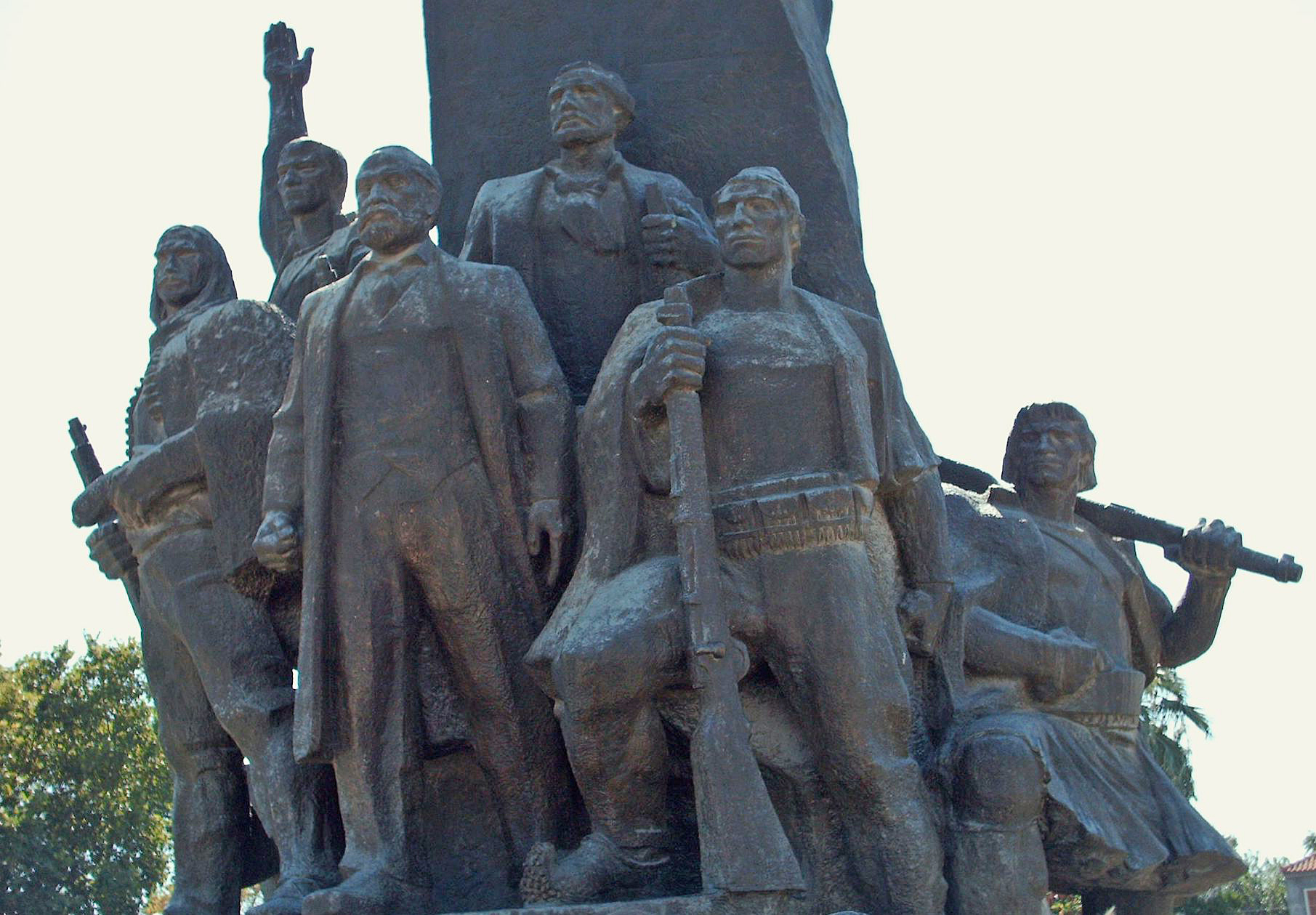
Unabhängigkeitsdenkmal in Vlora mit Qemali als zentrale Figur

Auf einem österreichischen Schiff kehrte Ismail Qemali am 19. November 1912 nach Albanien zurück und leitete die Nationalversammlung in Vlora. Als Vorsitzender spielte er eine zentrale Rolle bei der Ausrufung der Unabhängigkeit Albaniens. Zusammen mit Luigj Gurakuqi und vielen anderen hisste er auf einem Balkon in Vlora die rote Flagge mit Skanderbegs Doppeladler als Zeichen der nationalen Unabhängigkeit der Albaner.
Qemali wurde Vorsitzender der ersten albanischen Regierung, die mit großen Schwierigkeiten zu kämpfen hatte, aber vor allem um die Anerkennung des Landes ringen musste. Nachdem die Großmächte den deutschen Prinz Wilhelm zu Wied zum Fürsten von Albanien ernannt hatten, trat Qemali am 22. Januar 1914 zurück. Er verließ Albanien und starb fünf Jahre später in Italien. Nach seinem Tod wurde Qemalis Leichnam nach Vlora zurückgebracht und in der örtlichen Tekke der Bektaschi bestattet.